# Chalmers Barockensemble
Chalmers Barockensemble grundades 1956 och är Sveriges äldsta och förmodligen enda studentikosa symfoniorkester. 
Orkestern består mestadels av studenter vid Chalmers tekniska högskola, och uppträder under devisen "Musik att Skåda". Trots sitt namn spelar ensemblen väldigt lite barockmusik. Istället utgörs repertoaren av den klassiska musikens Greatest Hits i egna tolkningar och arrangemang och är synnerligen barock.
Instrumenteringen följer i stort sett vanlig symfoniorkester-sättning, fast oftast i en något nedbantad version. Den största skillnaden ligger i att slagverket har ersatts med för musikstilen mer adekvata instrument, såsom rektangel, phat, cross, pherrophon och cola.
Varje konsert avslutas med det obligatoriska extranumret "Musikaliskt Skämt för Barockensemble". I slutet av detta stycke krossas en toalettstol i takt till musiken. Detta inslag torde vara ett av de mest välkända kännetecknen för ensemblen.
Ensemblens konsertklädsel består av frack med vit polo för herrarna och svart långklänning för damerna. Denna strikta klädsel står i kontrast till andra studentorkestrars färggranna och medaljprydda konsertklädslar.

## Diskografi
- Barocken spelar jazz (1984)